# دارابکلا
دارابکلا، روستایی است از توابع بخش مرکزی شهرستان میاندورود در استان مازندران ایران.

## جمعیت
این روستا در دهستان کوهدشت قرار داشته و براساس آخرین سرشماری مرکز آمار ایران که در سال ۱۳۹۵ صورت گرفته، جمعیت آن ۵۲۵۶نفر (۱۶۷۷خانوار) بوده‌است. مردم دارابکلا به گویش ساروی که گویشی از زبان مازندرانی است صحبت می‌کنند.